# Medzianky
Medzianky es un municipio del distrito de Vranov nad Topľou en la región de Prešov, Eslovaquia, con una población estimada a final del año 2024 de 310 habitantes.
Se encuentra ubicado en el centro-sur de la región, cerca del río Topľa (cuenca hidrográfica del río Tisza) y de la frontera con la región de Košice.

## Demografía
| Año        | 1994 | 2004    | 2014    | 2024    |
| ---------- | ---- | ------- | ------- | ------- |
| Población  | 300  | 317     | 293     | 310     |
| Diferencia |      | +5,66 % | −7,57 % | +5,80 % |

| Año        | 2023 | 2024    |
| ---------- | ---- | ------- |
| Población  | 309  | 310     |
| Diferencia |      | +0,32 % |